# کریستال (ریو گراند دو سول)
کریستال (به پرتغالی: Cristal) یک منطقهٔ مسکونی در برزیل است که در ریو گرانده جنوبی واقع شده‌است. کریستال ۶۸۱٫۶۳ کیلومتر مربع مساحت داشته و ۸٬۰۶۷ نفر جمعیت دارد.